# Xã Fargo, Quận Seward, Kansas
Xã Fargo (tiếng Anh: Fargo Township) là một xã thuộc quận Seward, tiểu bang Kansas, Hoa Kỳ. Năm 2010, dân số của xã này là 1.563 người.